# Werner-Seelenbinder-Sportplatz
Der Werner-Seelenbinder-Sportplatz ist eine Sportanlage in der Stadt Brandenburg an der Havel. Er ist Heimstätte des Brandenburger SC Süd 05 und besteht aus mehreren Rasenplätzen und einem zentralen Fußballstadion.

## Lage
Der Werner-Seelenbinder-Sportplatz ist Teil eines Sportkomplexes nördlich des Marienbergs im südöstlichen Bereich des Stadtteils Nord an der Brielower Straße. Zur Anlage Seelenbindersportplatz selbst gehören ein zentrales Fußballstadion und zwei weitere Trainings- beziehungsweise Sportplätze. Weiterhin schließen sich ein kommunaler Sportplatz und eine Sporthalle unmittelbar an.

## Geschichte
Der Sportkomplex mit dem Werner-Seelenbinder-Sportplatz wurde nach halbjähriger Bauzeit am 12. Juni 1921 bzw. 18. Juni 1921, auf einem ehemaligen Exerzierplatz, der Musterwiese, eröffnet. Dieser Sportkomplex wurde nur durch den maßgeblichen Einsatz des Brandenburger Ballspiel Clubs 05 (Fußball), des SV Havel 08 (Fußball) und dem Turnverein 62 (u. a. Leichtathletik) möglich (finanziert und erbaut), wobei im Voraus mit dem Magistrat der Stadt als Pächter der Musterwiese vom Reichsvermögensamt, langwierige Verhandlungen vorausgingen. Er bestand zuerst aus zwei Fußballplätzen, wobei ein Platz mit einer 6 Meter breiten, 400 Meter langen Laufbahn versehen war. Des Weiteren waren mehrere Anlagen für verschiedene Leichtathletikdisziplinen vorhanden. Der Sportkomplex war zuerst in zwei separate Bereiche für den BBC 05 und dem TV 62 unterteilt und eingezäunt, deshalb auch zwei Eröffnungstermine. Später wurde der BBC 05 der alleinige Nutzer. Um 1935 wurde noch eine Holztribüne für ca. 200 Zuschauer errichtet, welche in den 1980er Jahren abgerissen wurde. Der Stadtteil Nord, ein Neubaugebiet, wurde erst ab 1964 planmäßig angelegt.

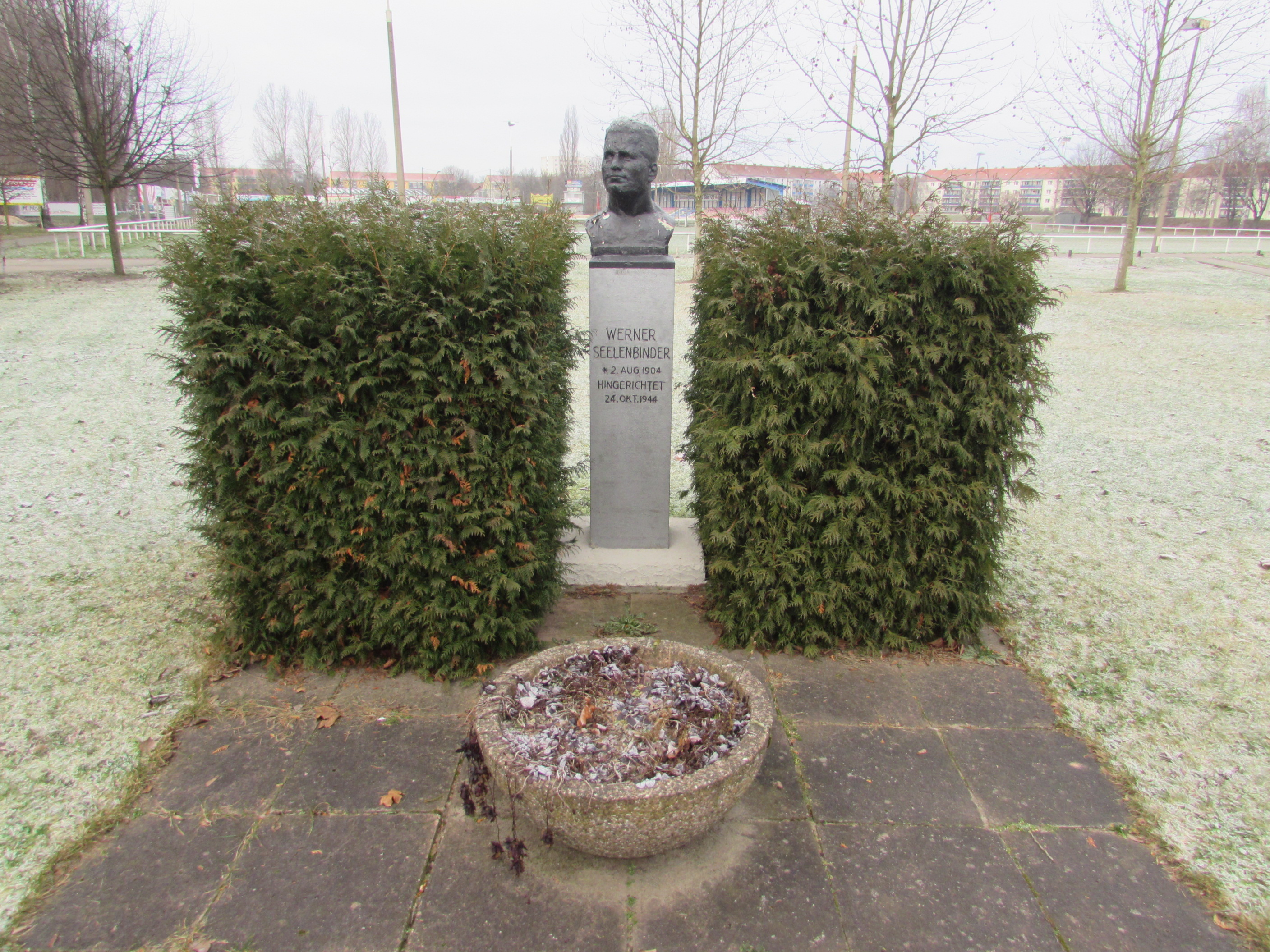
Werner-Seelenbinder-Büste im Eingangsbereich

Die Anlage wurde nach dem Zweiten Weltkrieg nach dem Ringer, Olympiateilnehmer und Kommunisten Werner Seelenbinder, der 1944 in Zuchthaus Brandenburg von den Nazis hingerichtet wurde, benannt. Ihm zu Ehren wurde im Eingangsbereich eine Gedenkstätte mit einer Büste als Denkmal errichtet. An der Gedenkstätte fanden in den Jahren der DDR regelmäßig Kranzniederlegungen statt.
Die Sportanlage bestand in den 1950er Jahren aus zwei Sportplätzen und einer Radrennbahn. Die Radrennbahn im Norden des Sportkomplexes war eine von etwa 25 Freiluftbahnen in der DDR. Sie hatte einen Belag aus Beton. Die Länge der Bahn betrug 1953 385 Meter. Sie war 6 Meter breit und hatte eine Überhöhung von 26 Grad. Die Anlage war für 15.000 Zuschauer zugelassen. Später wurde die Radrennbahn zurückgebaut. An ihrer Stelle befindet sich der nördliche Trainingsplatz. Die Südtribüne der Radrennbahn oder ein Teil dieser ist noch erhalten.
Am 2. Oktober 1958 wurde auf dem Seelenbindersportplatz ein Länderspiel der Rugby-Union-Nationalmannschaft der DDR ausgetragen. Dem jungen Team gelang in Brandenburg mit einem 5:5 ihr einziges Unentschieden gegen eine rumänische Nationalmannschaft in ihrer Länderspielgeschichte. Mehr als 3.000 Zuschauer sahen die Begegnung.
Von 1949 bis 1950 war der Seelenbindersportplatz zwischenzeitlich Heimstätte der Fußballer der ZSG Werner Seelenbinder Brandenburg, anschließend der BSG Motor Süd Brandenburg, die dort unter anderem mehrere Spielzeiten Spiele in der zweitklassigen DDR-Liga austrug. In der Saison 1953/54 kamen im Schnitt 5.100 Zuschauer zu den Spielen der BSG. Nach der politischen Wende wurde Motor Süd in BSC Süd 05 umbenannt, dessen Heimstätte seither der Seelenbindersportplatz ist. In den 1990er Jahren wurde im Fußballstadion unter anderem eine überdachte Sitzplatztribüne mit 500 Plätzen errichtet. In der Spielzeit 2014/15 war das Stadion für 5.000 Zuschauer zugelassen.
Durch eine Superzelle kam es Mitte August 2023 zu orkanartigen Wetterverhältnissen, in deren Folge der Sportplatz massive Beschädigungen erlitt.